# تن‌اردشیر
تن اردشیر  جزء شهرهایی است که توسط اردشیر بابکان بنا گردیده است. اردشیر پس از تصرف نواحی بحرین شهری به نام تن اردشیر که به صورت‌های بتن فسا و فسا و خوران و بنیاد اردشیر نیز در متون اسلامی آمده است را در آن ناحیه بنا نهاد و این شهر را مرکز آن نواحی و جزایر قرار داد. این شهر تا دوران اسلامی برجای بود و عرب‌ها آنرا مدینه الخط نامیدند. امروزه این محل در شهر قطیف در عربستان سعودی جای گرفته است.